# جزر شبه أجرد
جزر شبه أجرد (الاسم العلمي:Daucus subglaber) هو نوع غير مؤكد من النباتات يتبع جنس الجزر من الفصيلة الخيمية.